# Scherma ai V Giochi del Mediterraneo
Le competizioni si sono svolte in ambito maschile, mettendo in palio un totale di 3 ori, 3 argenti e 3 bronzi nelle seguenti specialità:
- Fioretto
- Sciabola
- Spada

## Podi

### Uomini
| Evento               | Oro                    | Argento             | Bronzo             |
| Spada                |                        |                     |                    |
| Spada individuale    | Jacques La Degaillerie | Gianfranco Paolucci | Ali Chokri         |
| Fioretto             |                        |                     |                    |
| Fioretto individuale | Nicola Granieri        | Christian Noël      | Pierre Rodocanachi |
| Sciabola             |                        |                     |                    |
| Sciabola individuale | Bernard Vallet         | Maurizio Martinelli | Michele Maffei     |

## Medagliere
| Posizione | Paese   |   |   |   | Totale |
| --------- | ------- | - | - | - | ------ |
| 1         | Francia | 2 | 1 | 1 | 4      |
| 2         | Italia  | 1 | 2 | 1 | 4      |
| 3         | Libano  | 0 | 0 | 1 | 1      |
| Totale    | Totale  | 3 | 3 | 3 | 9      |